# 括約筋
括約筋（かつやくきん）は、瞳孔、胃の幽門部、肛門、内尿道口などの部位に存在する輪状の筋肉で、「括（くく）る」の文字が示すように、ある種の弁もしくはバルブの役割をする筋肉である。
人体の場合は骨格筋性の括約筋と平滑筋性の括約筋がみられる。